# Sony Alpha 450
Aucun Aucun
Le Sony Alpha 450 (typographié α 450) est un reflex milieu de gamme commercialisé à partir du début 2010 par Sony.

## Placement dans la gamme
La gamme des reflex de Sony s'étend au lancement du modèle de l'alpha 100 à l'alpha 900. Chaque modèle appartient à l'un des segment  : entrée, milieu ou haut de gamme, sous divisés en trois hiérarchies. L'alpha 450 se place dans le premier échelon du milieu de gamme, premier à occuper cette position. Lors de son lancement, il était chapeauté par l'alpha 500 et 550.
Le boîtier est vendu soit seul (DSLR-A450), ou en kit; accompagné d'un objectif 18-55mm (DSLR-A450L) ou de deux objectifs 18-55+55-200 (DSLR-A450Y)
Ce boîtier est le quatorzième de Sony, et le 8e proposé à la vente lors de son lancement. Ce grand nombre d'appareils proposés simultanément à la vente a parfois laissé doute quant à son placement dans la gamme et son public ciblé.

## Historique

### Lancement
Accompagné de neuf compact, l'α 450 a été présenté au stand de Sony lors du CES de 2010 à Las Vegas.

## Morphologie
En tant que reflex, le 450 se doit de se conformer à des lignes classiques : bloc central avec poignée à droite, visée optique au-dessus de l'écran, et flash incorporé dans le débordement.